# Primavera (forskningsstation)

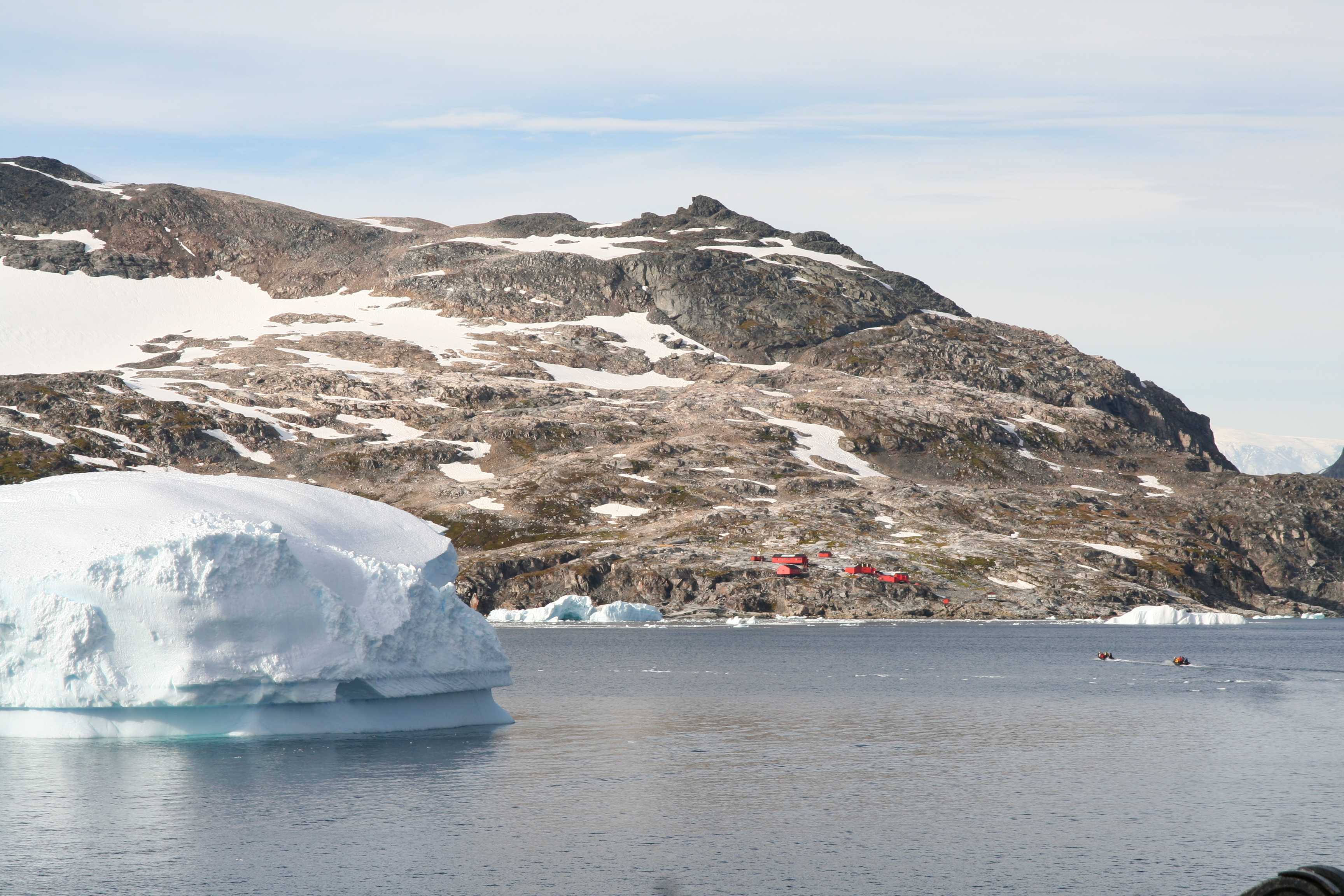
Primavera, februari 2010

Primavera-stationen (Spanska: Base Antártica Primavera) är en argentinsk forskningsstation vid Cierva Cove på Danco-kusten, Antarktiska halvön. Den etablerades som vetenskaplig station 1977, och är sedan 1981 använd endast under sommartid, då ett tiotal vetenskapsmän verkar där.